# Болотов, Вадим Владимирович
 Вадим Владимирович Болотов (род. 1973, Горно-Алтайск, Горно-Алтайская АО, Алтайский край) — российский деятель органов внутренних дел, генерал-майор полиции, специалист в области обеспечения правопорядка и борьбы с преступностью. Заместитель Министра внутренних дел по Республике Алтай – начальник полиции с 2020 по 2024 год. Начальник УМВД России по Омской области с 2024 года. 

## Карьера
Вадим Болотов родился в 1973 году в городе Горно-Алтайске.
В 1994 году начал службу в органах внутренних дел, поступив на должность младшего инспектора оперативно-поисковой группы. С этого момента вся его служба связана с оперативной работой в подразделениях криминального блока.
В 2009 году окончил Горно-Алтайский государственный университет.
В 2014 году завершил обучение в Академии управления МВД России.
С 2009 по 2020 годы последовательно занимал руководящие должности в МВД Республики Алтай, специализируясь на борьбе с незаконным оборотом наркотиков и раскрытии тяжких преступлений.
30 апреля 2020 года назначен заместителем министра внутренних дел по Республике Алтай — начальником полиции региона, где отвечал за общее руководство оперативными службами и реализацию антикоррупционных мероприятий.
В конце февраля 2024 года назначен временно исполняющим обязанности начальника УМВД России по Омской области. Представлен личному составу заместителем министра внутренних дел генерал-полковником Андреем Храповым.
В мае 2024 года утверждён в должности начальника УМВД России по Омской области, сменив генерал-лейтенанта Вячеслава Крючкова.
В июне 2025 года получил звание генерал-майора полиции указом Президента Российской Федерации.

## Награды
- Почётный сотрудник МВД
- Медаль ордена "За заслуги перед Отечеством" II степени
- Медаль «За отличие в охране общественного порядка»
- Медаль "За боевое содружество"
- Медаль «За отличие в службе» (МВД) трех степеней
- Медаль «За доблесть в службе» (МВД)[3]

## Семья
Информация о семье, увлечениях, привычках и личной жизни Вадима Болотова в открытых источниках отсутствует. Публичный акцент делается на его служебной карьере, профессиональных качествах и управленческой деятельности.

## Резонансные ситуации
За длительный период службы в органах внутренних дел, включая руководство в МВД Республики Алтай и УМВД России по Омской области, имя Вадима Владимировича Болотова не связывается с какими-либо скандалами, громкими служебными проверками или уголовными делами.
Его карьера в публичных источниках представлена как поступательное служебное развитие с акцентом на борьбу с незаконным оборотом наркотиков, укрепление оперативного блока и повышение эффективности управления.